# Worońky (obwód czernihowski)
Worońky (ukr. Вороньки) – wieś na Ukrainie, w obwodzie czernihowskim, w rejonie niżyńskim, w hromadzie Nowa Basań. W 2001 liczyła 1110 mieszkańców, spośród których 1107 wskazało jako ojczysty język ukraiński, a 3 rosyjski.